# Gondecourt
Cet article possède des paronymes, voir Condécourt et Gondrecourt.
 (août 2017).
Gondecourt est une commune française, située dans le département du Nord (59) en région Hauts-de-France.
Le nom jeté des habitants est Francs-Galants ou Frin-galants.

## Géographie

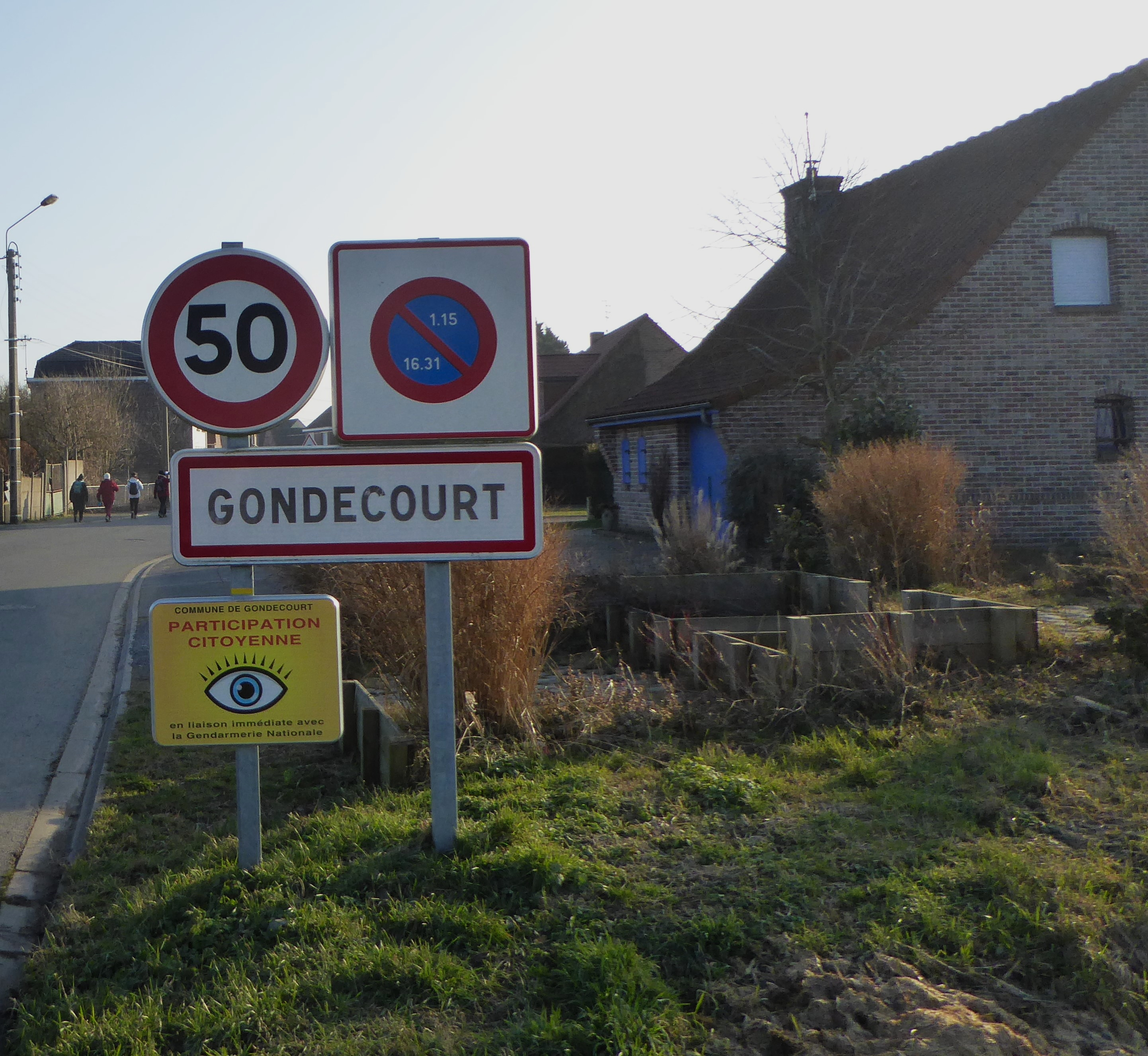
entrée par la D147

Située à 15 km au sud-ouest de Lille, dans le Carembault  en Flandre romane. Sur trois routes départementales D62, D39 et D147 et sur le Canal à grand gabarit de la Haute-Deûle

### Communes limitrophes
| Wavrin                      |                                                   | Houplin-Ancoisne |
| Herrin                      | Gondecourt                                        | Seclin           |
| Allennes-les-Marais, Carnin | Chemy, Camphin-en-Carembault (par un quadripoint) |                  |

### Hydrographie

#### Réseau hydrographique
La commune est située dans le bassin Artois-Picardie. Elle est drainée par le canal de la Deûle, la Naviette, la Riez, la Blanchisserie, la Naviette de Gondecourt, la Pouillerie et l'Houplin-Ancoisne,,.
Le canal de la Deûle est un canal, chenal navigable, d'une longueur de 59 km, prend sa source dans la commune de Douai et se jette  dans la Lys à Deûlémont, après avoir traversé 40 communes. 

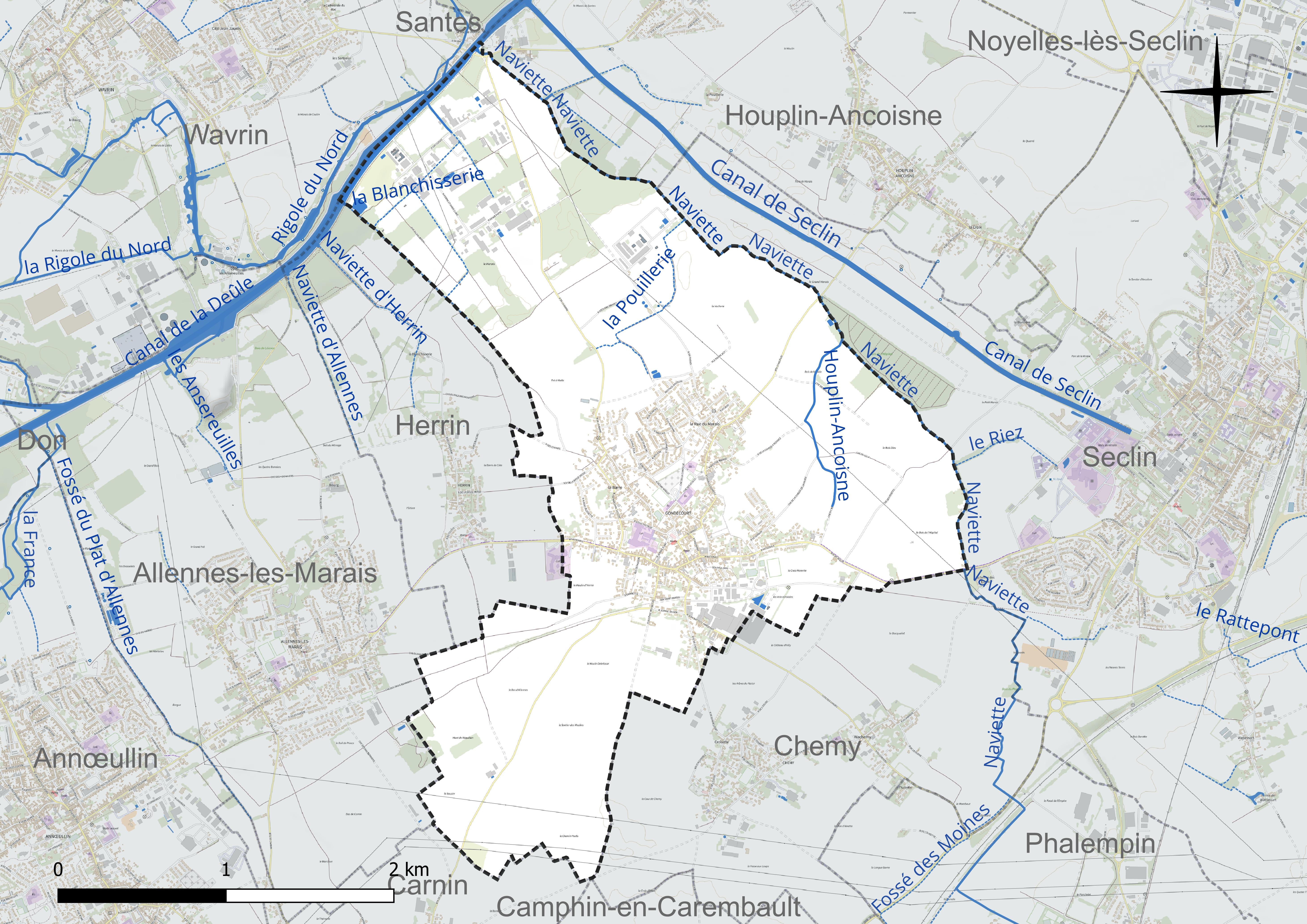
Réseau hydrographique de Gondecourt.

La Naviette, d'une longueur de 11 km, prend sa source dans la commune de Phalempin et se jette  dans le canal de la Deûle à Houplin-Ancoisne, après avoir traversé six communes. 

#### Gestion et qualité des eaux
Le territoire communal est couvert par le schéma d'aménagement et de gestion des eaux (SAGE) « Marque Deûle ». Ce document de planification concerne un territoire de 1 120 km2 de superficie, délimité par les bassins versants de la Marque et de la Deûle, formant une vaste cuvette sédimentaire de 40 km de long et de 25 km de large, où la pente est très faible. Le périmètre a été arrêté le 2 décembre 2005 et le SAGE proprement dit a été approuvé le 9 mars 2020. La structure porteuse de l'élaboration et de la mise en œuvre est la Métropole européenne de Lille. 
La qualité des cours d'eau peut être consultée sur un site dédié géré par les agences de l'eau et l'Agence française pour la biodiversité. 

### Climat
Pour des articles plus généraux, voir Climat des Hauts-de-France et Climat du Nord.
En 2010, le climat de la commune est de type climat océanique dégradé des plaines du Centre et du Nord, selon une étude du CNRS s'appuyant sur une série de données couvrant la période 1971-2000. En 2020, Météo-France publie une typologie des climats de la France métropolitaine dans laquelle la commune est exposée à un climat océanique et est dans la région climatique  Nord-est du bassin Parisien, caractérisée par un ensoleillement médiocre, une pluviométrie moyenne régulièrement répartie au cours de l'année et un hiver froid (3 °C). 
Pour la période 1971-2000, la température annuelle moyenne est de 10,6 °C, avec une amplitude thermique annuelle de 14,3 °C. Le cumul annuel moyen de précipitations est de 692 mm, avec 11,7 jours de précipitations en janvier et 8,8 jours en juillet. Pour la période 1991-2020, la température moyenne annuelle observée sur la station météorologique la plus proche, située sur la commune de Lesquin à 10 km à vol d'oiseau, est de 11,3 °C et le cumul annuel moyen de précipitations est de 740,0 mm,. Pour l'avenir, les paramètres climatiques de la commune estimés pour 2050 selon différents scénarios d'émission de gaz à effet de serre sont consultables sur un site dédié publié par Météo-France en novembre 2022.

## Urbanisme

### Typologie
Au 1er janvier 2024, Gondecourt est catégorisée ceinture urbaine, selon la nouvelle grille communale de densité à sept niveaux définie par l'Insee en 2022.
Elle appartient à l'unité urbaine de Gondecourt, une agglomération intra-départementale regroupant deux  communes, dont elle est ville-centre,,. Par ailleurs la commune fait partie de l'aire d'attraction de Lille (partie française), dont elle est une commune de la couronne,. Cette aire, qui regroupe 201 communes, est catégorisée dans les aires de 700 000 habitants ou plus (hors Paris),.

### Occupation des sols
L'occupation des sols de la commune, telle qu'elle ressort de la base de données européenne d'occupation biophysique des sols Corine Land Cover (CLC), est marquée par l'importance des territoires agricoles (77,1 % en 2018), en diminution par rapport à 1990 (79,9 %). La répartition détaillée en 2018 est la suivante : 
terres arables (73,1 %), zones urbanisées (18,1 %), zones industrielles ou commerciales et réseaux de communication (4,8 %), zones agricoles hétérogènes (3 %), prairies (1 %). L'évolution de l'occupation des sols de la commune et de ses infrastructures peut être observée sur les différentes représentations cartographiques du territoire : la carte de Cassini (XVIIIe siècle), la carte d'état-major (1820-1866) et les cartes ou photos aériennes de l'IGN pour la période actuelle (1950 à aujourd'hui).

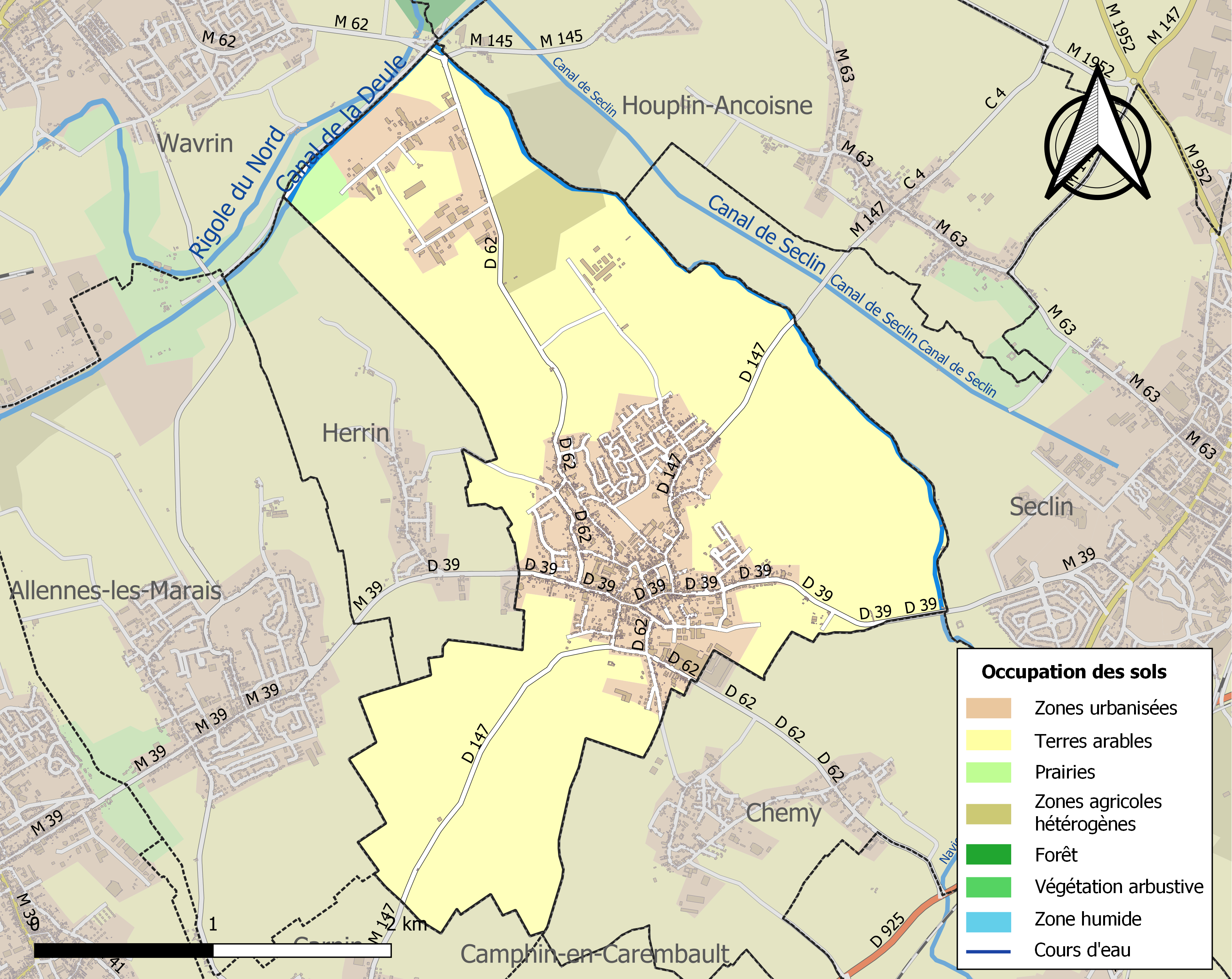
Carte des infrastructures et de l'occupation des sols de la commune en 2018 (CLC).

## Histoire

### Étymologie
L'étymologie supposée du nom est « Gondon Curtis », c'est-à-dire : le domaine de Gondon (cortis, curtis même racine que cour, et par extension domaine entourant la cour de ferme),,.

### Moyen-Âge
- Selon Théodore Leuridan, la tradition et l'étymologie concorderaient et laisseraient supposer l'origine de Gondecourt au VIIe siècle environ.
- Toujours selon Leuridan, la première trace écrite du nom de Gondecourt date de 1146 dans une charte de l'abbaye de Marchiennes.
- En 1174, il figure sous le nom Gondelcourt dans le Cartulaire de l'Abbaye du Mont Saint-Martin.

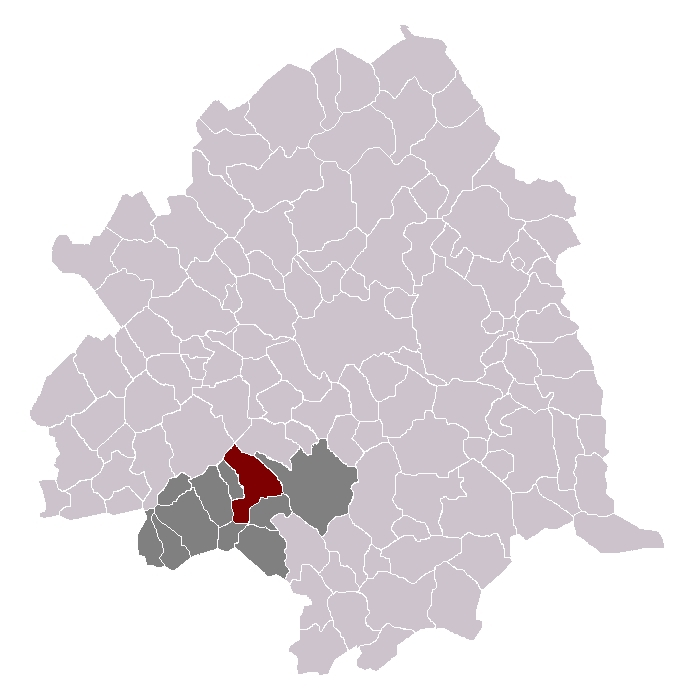
Gondecourt dans son canton et son arrondissement

- En 1176, Gondecourt est mentionné dans un Titre de l'Abbaye de Loos.
- En 1177, une charte de l'Abbaye de Saint-Vaast d'Arras cite ce village sous le nom de « Gondelcort ».
- L'acte le plus important pour l'histoire du village est daté du 26 mars 1187 : le pape Clément III prend sous la protection du Saint-Siège la Collégiale de Seclin et confirme toutes ses possessions, au nombre desquelles l'autel de Gondecourt avec d'autres revenus et terres labourables en son lieu « altare de Gondecourt cum omnibus redditibus quoqs ibidem habetis et terra arabili ».

On trouve bien d'autres actes :
- le 28 mars 1211, celui d'Innocent III au sujet de revenus du chapitre de Seclin.
- en 1242, un autre à l'occasion de l'achat par l'Abbaye de Flines d'une rente à Gondecourt (plus tard, cette abbaye possède une partie de la dîme du village).
- L'abbaye de Saint-Christophe de Phalempin a des biens à Gondecourt (13 cents de terre acquis en 1281 de Roger de Cockemplus).
- Un acte du 22 mai 1321 du fonds de St Pierre de Lille mentionne une rente possédée par ce chapitre sur dix boniers de terres sis à Gondecourt pour l'obit de Jeanne de Croix et de Jean, son époux.

### 1308: un des premiers textes en langue locale
Mars 1308 : des « Lettres de surente données par Denys du Moulin et Maroie, sa femme » donnent l'un des premiers textes désormais en langue locale au lieu du latin ainsi que certains noms ayant -ou ayant eu- cours à Gondecourt. Ce texte est ici sans aucune retouche car assez facile à saisir sans connaissance particulière pour les amateurs actuels :
« Sacent tout cil ki sont et ki avenir sont ke Denis dou Molin li fevres, bourgeois de Lille, et Maroie, se femme, ont donnet à sourente par devant jugeurs a Jakemon de le Mote, de Gondecourt, I manage ki gist au mares a Gondecourt ki fu Gillotain le Pinkette les IIII cors et le moilon le vuit et le kierket tout ensi kil est plantes et hierbreghies dehuers et devers, kon tient de Saint Piat de Seclin des II prouvendes kon dist de Nostre Dame ; et ont Denis et Maroie se femme deseure dit manage devant dit raportet et werpit bien et a loy en tel maniere ke Jakesme de le Mote et ses hoirs doit payer tout le rente ke li manages devant dix doit doit as siegneurs. Et se doit rendre pour l'acroissement à Denis devant dit et a Maryen se femme et à leur hoyr quatre rasières de bleit tel ke de le disme de Gondecourt à le mesure de Lille livret à Lille le u Denis et Maroie se femme et leur hoyrs le vauront rechevoir si avant ke kars u karette pouroit courre, a paier au jour tout sains prochain ke nous attendons et ensi de tout sains en tout sains prochain ke nous attendons et ensi de tout sains en tout sains tant ke siecles dura. Et ne peut Jakemes devant dis ne ses hoirs desaukier le manage devant dit de nul arbre fruit portant li soit contes pour yretage, s'il ne le met en carpentage u il hosteche par se kereche. Et s'il estoit ensi ke Jakemes devant dis u ses hoirs ne paiassent l'acrissement au jour de tout sains ensi ke dit est et Denis devant dis, Maroie se femme, u leurs hoyrs s'en traissisent au siegneur, li sires les doit mettre à leur about. Apries tout ches coses faites li sires conjura jugeurs se chis accroissmens de rente estoit donnes bien et par loy en le manière ke deseure est dit et devisé, jugeur disent par jugement à le semonse dou siegneur ke li markiet et toute li convenenche deseure dite étoit bien faite et par loy saus tous drois. A chest markiet et a ches convenanches devant dites furent comme jugeur Saint Piat de Seclin, Jehan Housiaus, Rogiers de le Mote, Jehan de le Mote, Hellins li Fevres, Jehans de Laderière, Jehan de Maupaies et comme justiche ou liu des siegneurs sire Rogiers li Fèvres, capellains de Seclin. Et sacent tout ke Jakemes devant dis et ses hoirs doivent tenir IIc de tiere pau plus pau mains kon tient de Mikiel dou Mares parmi cheste convenenche le rente paiant au siegneur. Che fu fait l'an de grasce mil trois cens et siept el mois de march. » (référencé : dans les Mémoires de la Société d'Emulation de Roubaix 1906 article 74 page 71 série 4 tome 5, B.7, Chirographe original, parchemin.-Rouge-Livre, f° 130-, pièce 59, en accès libre sur Bibliothèque numérique gallica.bnf.fr).

### Époque moderne

#### Us et Coutumes
À la fin du XVIe siècle, les « jeunes mariés », qu'ils en soient natifs ou non, recevaient, à la condition d'être installés depuis 10 ans dans le village, une part de marais, nommée Wardelle, qui se trouvait attribuée à un autre couple s'ils quittaient le village. Cela fut supprimé vers la fin des années 1970 (84 maxi)[réf. nécessaire] contre une prime relativement substantielle, mais définitive. C'est aujourd'hui encore un lieu-dit du village, ce nom apparait sur le plan cadastral.

#### La ducasse
L'Abbé Théodore Leridan n'a mis qu'une petite annotation manuelle sur l'un de ses ouvrages : "Le 24 juin ; son origine remonte au Moyen-Age, où les festivités commençaient par trois danses sur le parvis de l'église. Les danses dont il est ici question avaient lieu, à Gondecourt, de temps immémorial, les jours de dédicace. Elles étaient annoncées par le sergent à l'issue de la messe paroissiale, de la part du chapitre de Seclin et du seigneur de Gondecourt. Elles s'ouvraient par les trois danses du seigneur: la première était faite par le seigneur et sa dame et le maïeur et la mairesse ; les deux autres étaient réservées aux gens du village. Quant aux étrangers, ils ne pouvaient prendre part qu'au suivantes. L'usage de ces danses ne fut délaissé que durant les mauvais jours de la révolution : il reprit ensuite, sans seigneur, puisque la révolution avait aboli toute seigneurie, et persévéra jusque vers 1840. L'Abbé donne à la suite pour références divers factums imprimés au sujet du sujet du procès entre le chapitre et les seigneurs de Gondecourt. Cette tradition est devenue ensuite par corruption de langage la ducasse.
Ce ne sera qu'à la fin des années cinquante qu'on lui ajoutera une ducasse d'hiver, le 11 novembre.

#### Révolte des gueux
En 1566, les habitants de Gondecourt se liguèrent avec ceux de Seclin pour se défendre de la Révolte des gueux commencée à Bruxelles lors de la révolte d'une partie de la noblesse et du peuple contre les abus du pouvoir espagnol dans les Pays-Bas.

#### Évolution des biens
Gondecourt était avant la Révolution française le siège d'une seigneurie principale, et de plusieurs autres fiefs donnant à leur possesseur le titre de seigneur.
Le 1er août 1664, est érigée en baronnie la terre et seigneurie d'Avelin et ses dépendances de La Madeleine, la mairie de Gondecout et la seigneurie du Plouich, par lettres données à Madrid au profit de Michel de Hangouart, chevalier, grand bailli de Wavrin, à cause des bons et loyaux services rendus par différents membres de sa famille, notamment Gérard Hangouart, tué à la bataille de Nancy en 1477 (mort du duc de Bourgogne Charles le Téméraire), Guillaume Hangouart, président du conseil provincial d'Artois, Walerand Hangouart aumônier de Charles V (Charles Quint) et prévôt du chapitre Saint-Pierre de Lille.
Avant 1682, Jean Jacques de la Broye est seigneur de Gondecourt
Henri de Broide achète la seigneurie de Gondecourt  24 500 florins le 2 juillet 1682 à Jean Jacques de la Broye. Il est écuyer, seigneur de Gondecourt, Beauffremez, Hellemmes, Escobecques. Son père Pierre de Broide, écuyer, seigneur de Wallutle, nait à Douai, est devenu docteur en droits, conseiller pensionnaire (conseiller juridique) de Douai, puis de Lille, a acheté la bourgeoisie de Lille le 15 avril 1641 et meurt à Lille avant 1673. Sa mère est Marie le Carlier, épousée par contrat passé à Douai le 24 septembre 1616. Henri devient bourgeois de Lille le 20 octobre 1653, puis conseiller pensionnaire de Lille, député ordinaire des États de Lille. En avril 1670, des lettres données à Saint-Germain-en Laye le font chevalier. Il meurt avant 1733. Il épouse à Lille le 2 juillet 1657 Marie Jeanne Fauconnier (1638-1707), fille de Guillaume, seigneur de Noyelles et de Catherine de Conninck. Marie Jeanne est baptisée à Lille le 28 octobre 1638, meurt le 9 septembre 1707, est inhumée dans l'église de Gondecourt. Le couple a 9 enfants.
Jean Pierre de Broide, fils d'Henri de Broide, chevalier, seigneur de Gondecourt, est baptisé à Lille le 5 mai 1673 et meurt à Lille, célibataire le 8 septembre 1733.
Marie Barbe Florence de Broide, fille d'Henri de Broide est dame (les hommes sont seigneur de, les femmes sont dame de) de Gondecourt après son frère Jean Pierre. Baptisée à Lille le 15 janvier 1675, elle meurt à Mons le 17 mars 1749. Elle se marie à Lille le 13 janvier 1701 avec Jérôme Alexis Robert, écuyer, seigneur de Choisy, de Saint-Symphorien, fils de Charles, écuyer, et de Marie Maximilienne de Decker. il est baptisé à Mons le 12 décembre 1666, est conseiller du roi en la cour souveraine de Mons et meurt le 3 octobre 1758 dont postérité.
Au XVIe siècle, Guillaume Petitpas, fils de Jean, seigneur des Oursins à Verlinghem, de Duretête à Annappes, bourgeois de Lille et de Marie de Bailleul, dame de la Gacherie et de La Moussonnerie, devient bourgeois de Lille le 12 juillet 1523. Il meurt le 14 septembre 1558. Il a considérablement augmenté ses biens : il achète le fief de Carnin à Gondecourt le 15 juin 1529, la Pontenerie à Roubaix le 4 janvier 1532, la Tannerie à Wattrelos en 1533, la Mousserie à Roubaix, Warcoing, Gamans à Lesquin le 20 mars 1539, le Quesnoy à Wasquehal en 1549, Champagne à Deulémont le 27 septembre 1550, le Petit Erin à Erquinghem-Lys en 1551, la Haye en 1554. Il se marie en 1523 avec Jeanne Segon, fille de Noël, et de Louise du Croquet. Son épouse meurt le 16 mai 1584. Elle est enterrée à côté de son mari, dans la chapelle Sainte-Anne de l'église Sainte-Catherine de Lille.

#### Productions locales du passé
- Le marais est assaini pour l'agriculture bien avant la Révolution française grâce à un réseau de drainages et à des rus collecteurs appelés naviettes[23]. Le village est longé par la naviette de Phalempin dont les eaux partent ensuite dans la Deûle[29].
- La culture de la plante tinctoriale « wède » ou « guède » (voir Pastel des teinturiers) occupa jadis une place importante[23].
- On y produit du savon noir à la fin du XIXe siècle et au début du XXe siècle[23]. Malterie jusque fin XXe siècle[23]. Rue nationale, une grand-porte porte encore l'inscription « Malterie ». Brasserie début XXe siècle rue Germain-Delebecque[23].
- Industries diverses dont injection de plastique[23] depuis milieu du XXe siècle.
- Quelques moulins à huile et à céréales ont été longtemps utilisés[23] ; en témoigne le nom d'un « sentier des moulins »[30] notamment au sud du village. Sous Louis XIV, les cartes de Cassini[31] en affichent quatre sur une petite hauteur, un peu au sud de l'ancienne gare, et sur la gauche de l'ancien chemin des Diligences qui allait de Lille à Paris, en passant par Carvin. Celui-ci existe toujours, n'étant plus qu'un petit chemin agricole qui se poursuit tout droit juste avant que la route ne bifurque à droite vers Carnin-Carvin et approximativement à l'endroit de l'ancien passage à niveau.

## Enseignement
Au XVIe siècle, l'historien italien Francesco Guicciardini cite Gondecourt à titre d'exemple de village dans lequel l'instruction publique est très ancienne. La plupart des villageois savent alors lire et écrire.
- Edmond Couvreur, descendant d'une famille d'instituteurs de père en fils, fonde un pensionnat à la fin du XIXe siècle. Cet établissement devient une école primaire de jeune fille jusqu'en 1940, puis un collège sous le nom de « Pensionnat Couvreur », enfin un peu avant 1962, un lycée sous l'appellation « Lycée Mixte d'État de Gondecourt ». C'est aujourd'hui le lycée Marguerite de Flandre, ce nouveau nom ayant été prix lors de la création du 1er nouvel établissement pendant la direction de Mme Gosset déjà en exercice en 1961-62 ; pendant cette longue période le précédant, le seul bâtiment en dur était toujours celui connu et utilisé temporairement pendant la seconde guerre mondiale comme hôpital militaire. Le nouveau lycée a été inauguré sous l'égide de M Jacques Duquesne. Le succès du nouvel établissement fut tel que la commune devra par la suite encore scinder les parties "Lycée" et "Collège" en créant cette fois pour le second un nouvel établissement pour le Collège.
- Collège Georges-Rémi dit Hergé, du nom de l'auteur de Les Aventures de Tintin, est en fonction depuis 1990, et fut inauguré officiellement par la veuve de Hergé en 1995. Le nom fut choisi sur proposition de Monsieur Crespel, professeur de français, par un vote de l'ensemble des élèves et parmi un choix de plusieurs noms célèbres de figures du Nord français et de Belgique.

## Lieux et monuments

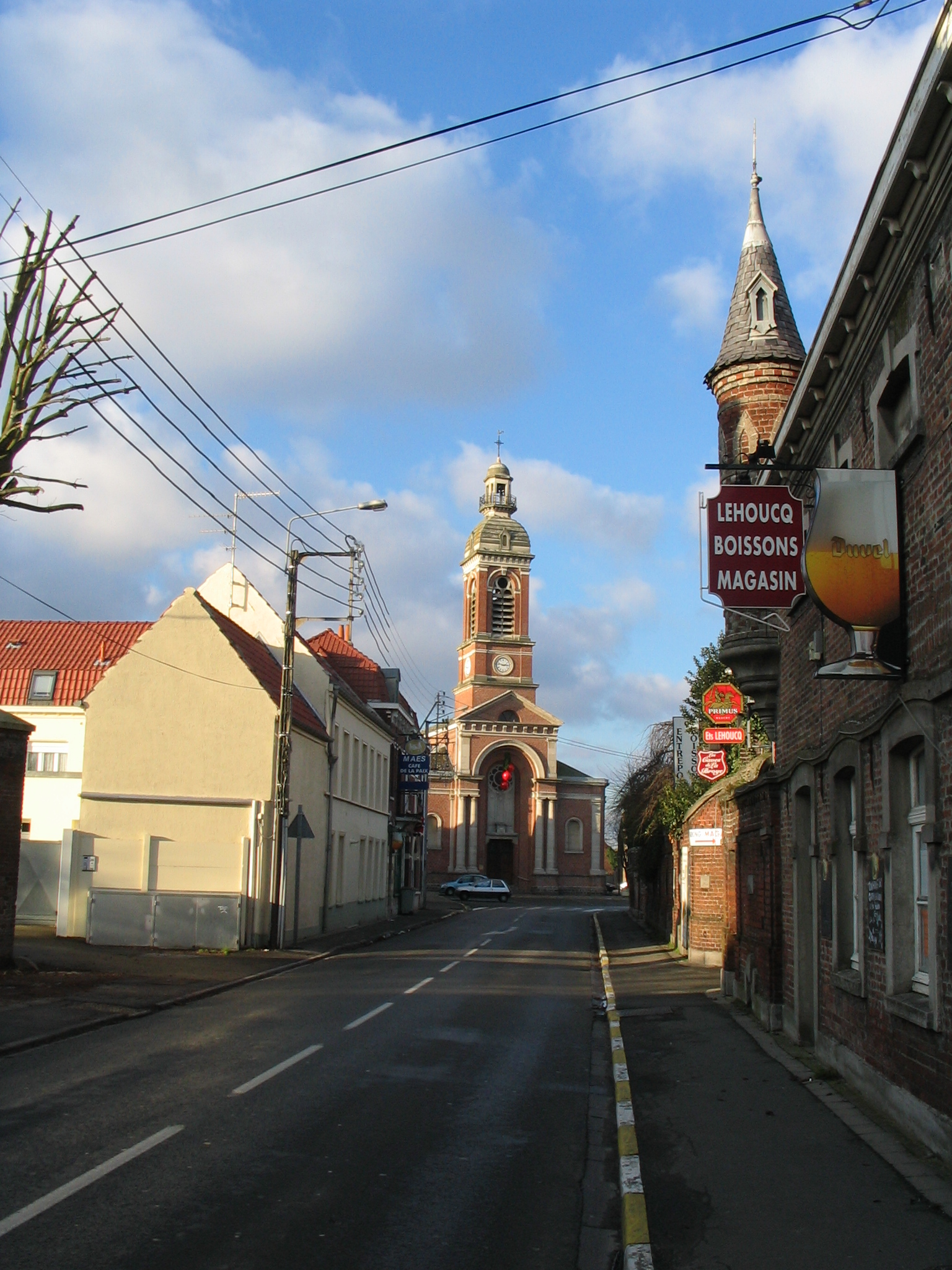
Église Saint Martin

### Église
Une première église aurait été construite durant le XIIe siècle. Elle fait place à une seconde église bâtie au XVe siècle. Cette dernière a été détruite, trop endommagée par le temps. Une troisième église est construite par Charles Marteau architecte à Lille, inaugurée le 10 octobre 1843. Après la récupération des 9 cloches par les Allemands lors de la Première Guerre mondiale et la destruction, toujours par les Allemands, en 1918 du clocher, l'église est reconstruite en 1924 sur les plans de 1843.

### Chapelles
Le village de Gondecourt compte trois chapelles :
- L'une, en briques, se trouve (N 50° 32' 52.04 ; E 2° 58' 39.76) à l'angle des rues de la Barre et du Maréchal-Leclerc, du début du XXe siècle.
- La seconde, en brique, aussi récente, se trouve (N 50° 32' 33.70 ; E 2° 58' 44.32) à l'angle de la D62 qui mène à Wavrin et de la D39 qui va de Seclin à Annoeulin. Cette route fut longtemps appelée par Route Nationale par les habitants du secteur.
- La troisième, la chapelle Dubron, du nom d'une famille locale qui l'a fondée pour y enterrer l'un de ses siens, tué là, à l'époque[réf. nécessaire], est plus ancienne. En moellons de calcaire, elle est à présent au milieu d'écoles.

(N 50° 32' 43.76 ; E 2° 59' 01.69).

### Souterrains
La commune est truffée d'un réseau souterrain.

### Ferme seigneuriale
Non loin de l'église, d'un côté de la rue Faidherbe (anciennement rue du Grand-Jardin), se trouve toujours une ferme qui a longtemps gardé le nom de « Château ». Ses dépendances autour du bâtiment central occupent une surface d'un hectare, toujours ceint de murs. Elle fut la propriété d'une famille seigneuriale du village.
Une inscription armoriée y est gravée sur une poutre au milieu du plafond d'une cave devant servir de cellier à vin comme le laisse supposer le vers ; on y lit ces trois lignes, suivies d'un célèbre vers d'Horace, date et âge d'un enfant, le tout en latin :
| « FLORENTIUS DE LA BROYE, FILIUS ANTONII    | « Florent de la Broye, fils d'Antoine,                                    |
| CELLAE HUJUS PRIMUM LAPIDEM POSUIT          | posa la première pierre de ce cellier                                     |
| ANNO 1590, AETATIS SUAE 15 III JUNII »      | le 3 juin 1590 à l'âge de 15 ans                                          |
| QUO SEMEL EST IMBUTA RECENS SERVABIT ODOREM | L'amphore conservera longtemps l'odeur dont elle vient d'être imprégnée » |
| TESTA DIU »                                 |                                                                           |
Florent est le second fils, après son aîné Jean, d'Antoine de la Broye de La Val, chevalier, seigneur de Valmaison, de Vieux-Sailly, du Bois et de Gondecourt, mourut en 1641 et fut inhumé dans l'église de Gondecourt, avec cette épitaphe :
Ici repose le corps de messire Antoine de la Broye de la Val, chevalier, seigneur de Malmaison, Vieusailly, du Bois et de Gondecourt, etc., qui mourut le 28 du mois de septembre de l'an 1641. Priez Dieu pour son âme

## Héraldique
|  | Les armes de Gondecourt se blasonnent ainsi : « D'argent, à la croix de gueules chargée de cinq coquilles du champ. » |

## Politique et administration

### Administration municipale
Le nombre d'habitants au dernier recensement étant compris entre 3 500 et 4 999, le nombre de membres du conseil municipal est de 27.

## Population et société

### Démographie

#### Évolution démographique
L'évolution du nombre d'habitants est connue à travers les recensements de la population effectués dans la commune depuis 1793. Pour les communes de moins de 10 000 habitants, une enquête de recensement portant sur toute la population est réalisée tous les cinq ans, les populations de référence des années intermédiaires étant quant à elles estimées par interpolation ou extrapolation. Pour la commune, le premier recensement exhaustif entrant dans le cadre du nouveau dispositif a été réalisé en 2007.

En 2022, la commune comptait 4 099 habitants, en évolution de +2,37 % par rapport à 2016 (Nord : +0,51 %, France hors Mayotte : +2,11 %).
| 1793  | 1800  | 1806  | 1821  | 1831  | 1836  | 1841  | 1846  | 1851  |
| ----- | ----- | ----- | ----- | ----- | ----- | ----- | ----- | ----- |
| 1 179 | 1 194 | 1 368 | 1 524 | 1 601 | 1 588 | 1 622 | 1 639 | 1 742 |

| 1856  | 1861  | 1866  | 1872  | 1876  | 1881  | 1886  | 1891  | 1896  |
| ----- | ----- | ----- | ----- | ----- | ----- | ----- | ----- | ----- |
| 1 759 | 1 806 | 1 889 | 2 054 | 2 157 | 2 095 | 2 065 | 2 145 | 2 183 |

| 1901  | 1906  | 1911  | 1921  | 1926  | 1931  | 1936  | 1946  | 1954  |
| ----- | ----- | ----- | ----- | ----- | ----- | ----- | ----- | ----- |
| 2 237 | 2 184 | 2 314 | 2 104 | 2 340 | 2 511 | 2 645 | 2 467 | 2 500 |

| 1962  | 1968  | 1975  | 1982  | 1990  | 1999  | 2006  | 2007  | 2012  |
| ----- | ----- | ----- | ----- | ----- | ----- | ----- | ----- | ----- |
| 2 521 | 2 600 | 2 800 | 3 410 | 3 777 | 3 902 | 3 943 | 3 947 | 3 918 |

| 2017  | 2022  | - | - | - | - | - | - | - |
| ----- | ----- | - | - | - | - | - | - | - |
| 4 055 | 4 099 | - | - | - | - | - | - | - |

#### Pyramide des âges
La population de la commune est relativement jeune.
En 2018, le taux de personnes d'un âge inférieur à 30 ans s'élève à 35,3 %, soit en dessous de la moyenne départementale (39,5 %). À l'inverse, le taux de personnes d'âge supérieur à 60 ans est de 23,9 % la même année, alors qu'il est de 22,5 % au niveau départemental.
En 2018, la commune comptait 1 969 hommes pour 2 076 femmes, soit un taux de 51,32 % de femmes, légèrement inférieur au taux départemental (51,77 %).
Les pyramides des âges de la commune et du département s'établissent comme suit.
| Hommes | Classe d’âge | Femmes |
| ------ | ------------ | ------ |
| 0,3    | 90 ou +      | 0,8    |
| 4,8    | 75-89 ans    | 7,1    |
| 16,6   | 60-74 ans    | 18,0   |
| 21,0   | 45-59 ans    | 22,6   |
| 19,9   | 30-44 ans    | 18,1   |
| 16,9   | 15-29 ans    | 16,2   |
| 20,5   | 0-14 ans     | 17,2   |

| Hommes | Classe d’âge | Femmes |
| ------ | ------------ | ------ |
| 0,5    | 90 ou +      | 1,4    |
| 5,3    | 75-89 ans    | 8,1    |
| 14,8   | 60-74 ans    | 16,2   |
| 19,1   | 45-59 ans    | 18,4   |
| 19,5   | 30-44 ans    | 18,7   |
| 20,7   | 15-29 ans    | 19,1   |
| 20,2   | 0-14 ans     | 18     |

## Lieux et monuments
- L'église Saint-Martin

## Personnalités liées à la commune
- Jacques Duquesne, grand reporter, écrivain et fondateur du magazine Le Point, a vécu dans le village[44].

## Photos

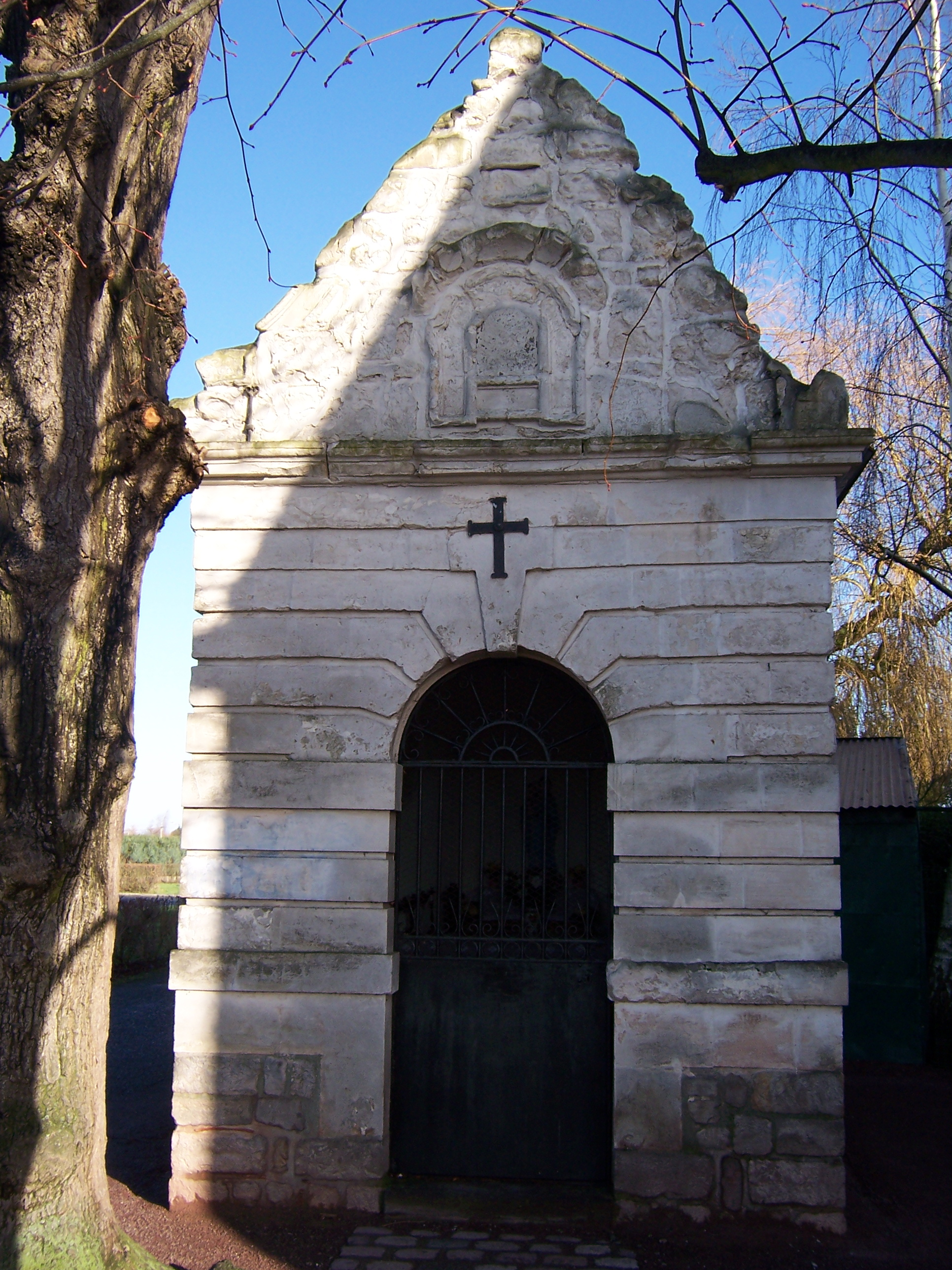
La chapelle des écoles
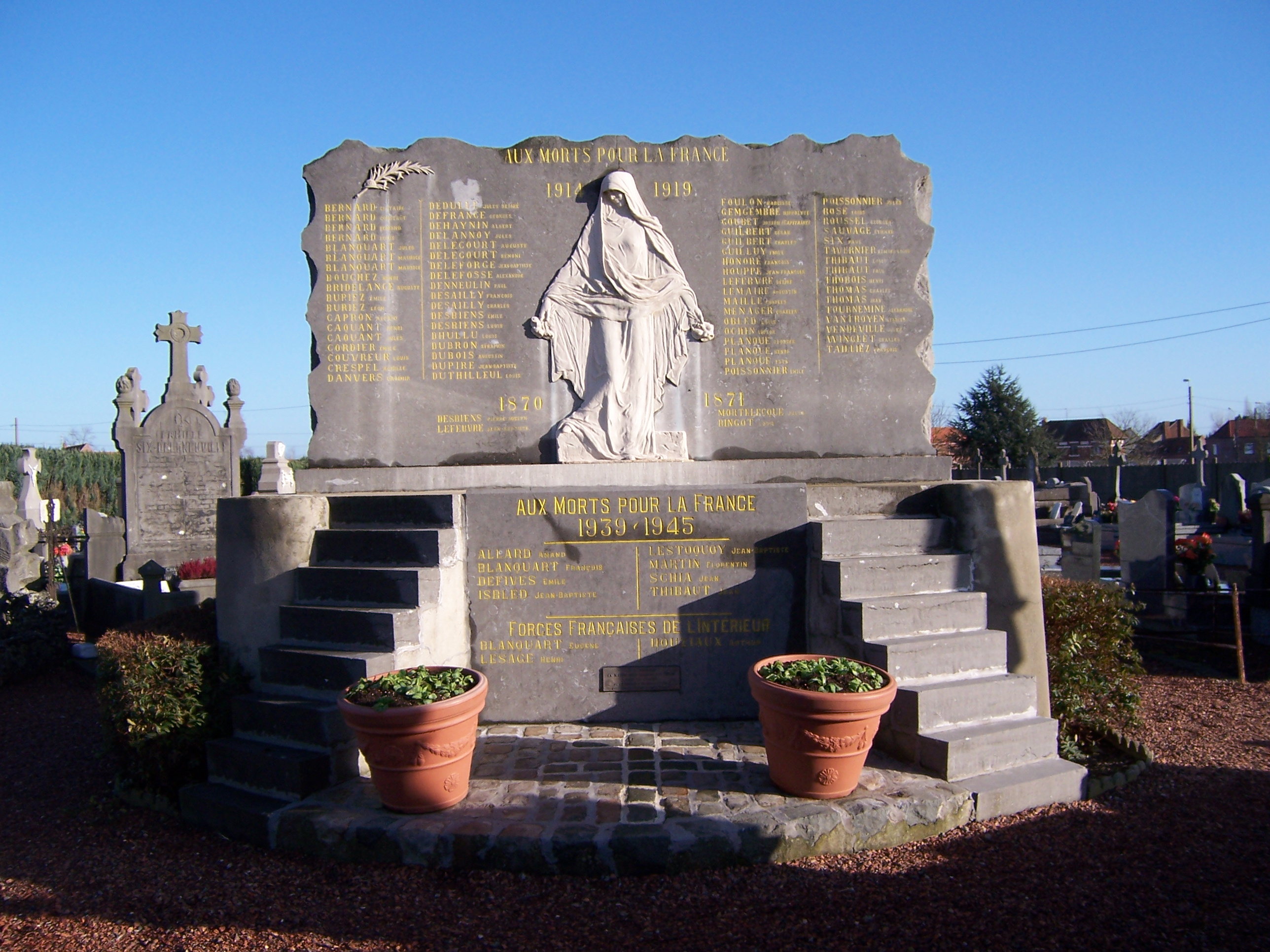
Monument aux morts
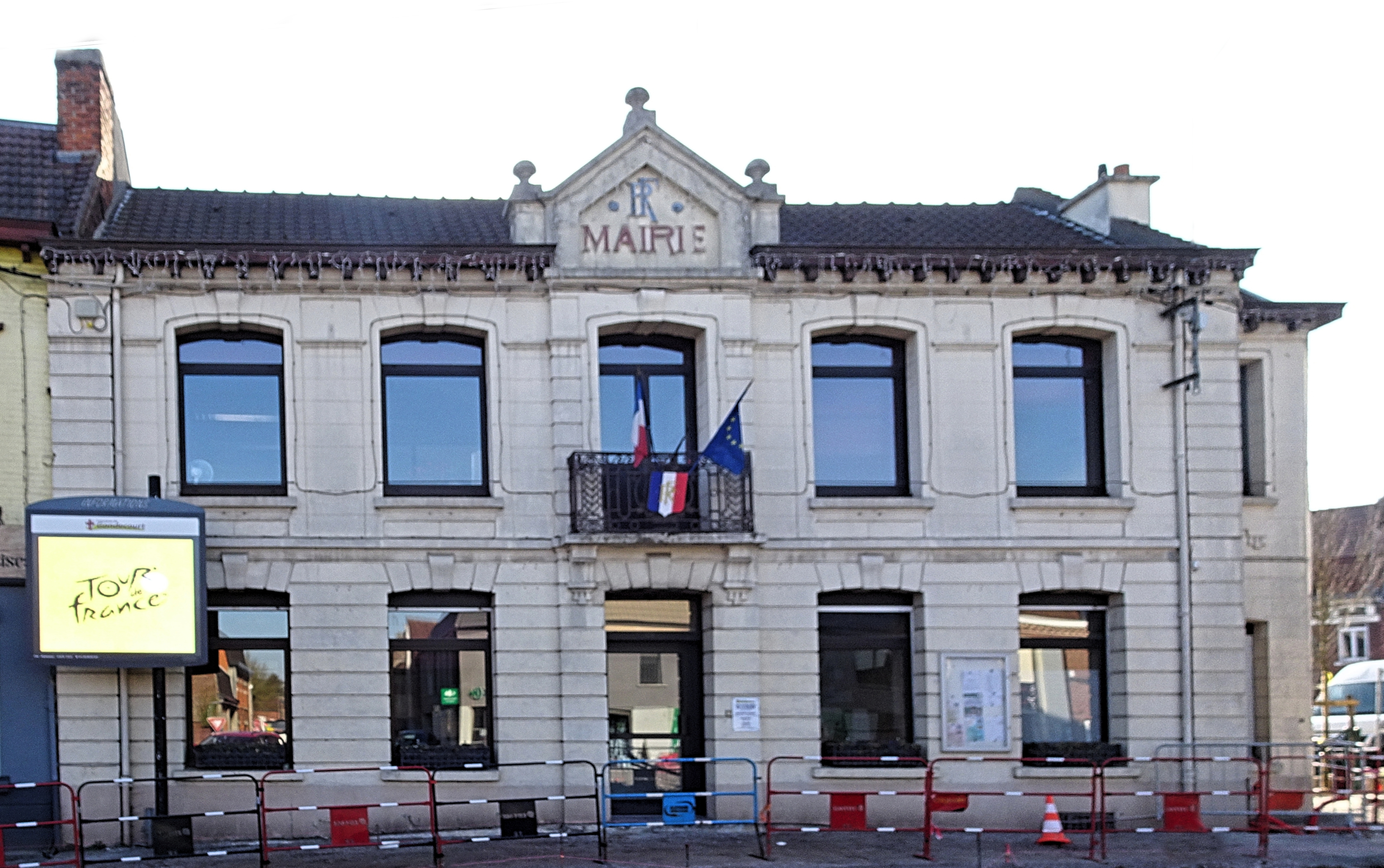
La mairie (2025)
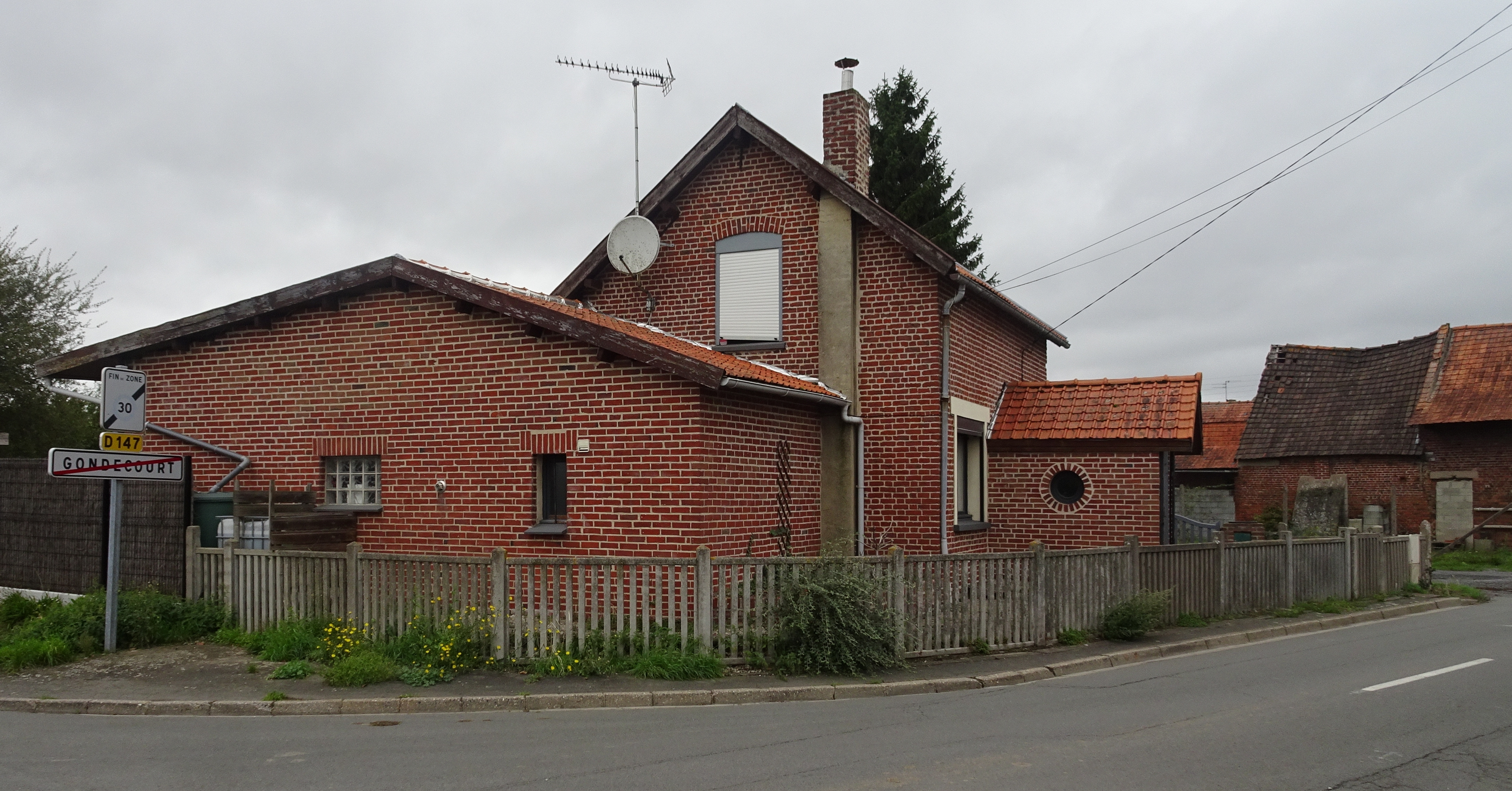
Vue de l'ancienne gare

## Pour approfondir